# Sekretion (Geologie)
Der Begriff Sekretion (von lat. secretio, zu  secernere „abscheiden“) bezeichnet in der Geologie eine teilweise oder komplette Ausfüllung von Hohlräumen in Gesteinen durch Ausfällung von Stoffen aus Lösungen, die in den Hohlraum einwandern.
Zu derartigen Abscheidungen gehören Mandeln, Drusen und Konkretionen.